# عائشة الفيلالي
عائشة الفيلالي، ولدت عام 1956، فنانة تشكيلية تونسية تمارس عدة اختصاصات: منها الخزف والتصميم والنحت والقماش.

## مسيرة
تعمل عائشة الفيلالي أستاذة بمعهد الفنون الجميلة بتونس، ثم أسندت إليها إدارته فيما بين 1996 إلى 1999، كما أنها تدير مركز الفنون الحية برادس. وقد أقامت معارض بانتظام منذ 1984.

## كاتبة
نشرت عائشة الفيلالي كتبا حول البعض من تجاربها الفنّية، وحول فنانين تشكيليين تونسيين:
- ذاكرة من تراب ( 1995 )
- قطع عطرة (2000)
- يحيى التركي، أبو الرسم التونسي (2003)
- صفية فرحات، سيرة ذاتية (2005).

## جوائز[8]
- 1987 : جائزة وكالة التعاون الثقافي والفنّي الفرنسية
- 1988 : الجائزة الأولى لصالون تصميم الملابس المستوحاة من التراث
- 1990، 1991 : الجائزة الأولى لصالون الابتكار في الصناعات التقليدية.
- 1994 : الجائزة الأولى لمنظمة اليونسكو للابتكار في الصناعات التقليدية
- 2003 : الجائزة الوطنية للحرف الفنّية